# East Bend
East Bend è un comune degli Stati Uniti d'America, situato in Carolina del Nord, nella contea di Yadkin.